# Tachina tricolor
Tachina tricolor är en tvåvingeart som först beskrevs av Robert W. Lichtwardt 1909.  Tachina tricolor ingår i släktet Tachina och familjen parasitflugor. Inga underarter finns listade i Catalogue of Life.